# Nobuyuki Aihara
Nobuyuki Aihara (jap. 相原　信行, Aihara Nobuyuki; * 16. Dezember 1934 in Takasaki; † 16. Juli 2013) war ein japanischer Geräteturner.
Er gewann bei den Olympischen Sommerspielen 1956 in Melbourne eine Silbermedaille sowohl am Boden wie auch im Mannschaftsmehrkampf. Im Wettkampf an den Ringen wurde er Fünfter und am Barren belegte er Platz 6. Vier Jahre später bei den Olympischen Sommerspielen in Rom siegte er schließlich am Boden wie auch im Mannschaftsmehrkampf und wurde zweifacher Olympiasieger. Am Barren klassierte er sich auf Rang 4, an den Ringen wurde er wiederum Fünfter und im Einzelmehrkampf erreichte er Platz 7.
Bei den Turn-Weltmeisterschaften 1958 in Moskau gewann er Silber an den Ringen und im Mannschaftsmehrkampf. 1962 in Prag wurde er Weltmeister sowohl an den Ringen wie auch im Mannschaftsmehrkampf.